# 朴権熙
朴 権熙（パク・クォニ、朝鮮語: 박권희/朴權熙、1901年または1926年4月17日 - ）は、在日韓国人の医師、大韓民国の政治家。第5代韓国国会議員。
兄も医師で弟は教授、英文学者の呂石基は姉の夫。性格は穏やかな紳士タイプである。

## 経歴
慶尚南道密陽出身。東京慈恵会医科大学卒。日本での医師活動を経て、1954年の第3代総選挙と1958年の第4代総選挙で落選した後、1960年の第5代総選挙では革新政党の社会大衆党の候補として当選した。その後は金哲らが結成した統一社会党の組織局長や国会国防委員会の委員も務めた。ただし、この当選は彼が地元の名士の子であるためであり、政治環境が比較的に自由な日本にいるうちに革新的な思想を持つようになったが、闘士タイプではないため、それで当選したわけではないと当時朴と親しんだ元政治部記者の南載熙が指摘した。5・16軍事クーデター当時はちょうど日本旅行中だったため、革新界一斉検挙の難を逃れ、そのまま政界を離れ日本で再び医師として活動した。その後は革新側とのつながりを断ち、たまに帰国する際は金泳三に会い、保守側への支持を示した。
他には在日韓国学生同盟委員長、東京韓国学園理事、在日韓国居留民団中央監察委員、在日韓国医師会副会長なども務めた。